# Tilting Point
Tilting Point est un éditeur de jeux mobiles free-to-play (F2P) fondé en 2012. Au cours des années qui ont suivi, Tilting Point s'est développé et compte désormais plus de 150 membres du personnel à New York, Boston, Barcelone, Kiev, Séoul, San Diego et Saint-Pétersbourg. D'autres partenariats avec des studios de développement et des éditeurs existent dans plus d'une douzaine de pays.
La société publie et gère des jeux F2P en direct et, dans certains cas, co-développe des jeux avec des studios partenaires et gère des services en direct pour des jeux qu'elle possède par le biais de studios internes. Des exemples de tels titres sont : SpongeBob: Krusty Cook-Off, Star Trek Timelines, Warhammer: Chaos & Conquest, Languinis, Narcos: Cartel Wars, TerraGenesis, et Zombieland: AFK Survival.
Le siège de Tilting Point est situé à New York. 

## Entreprise

### Modèle commercial
Tilting Point a créé une nouvelle forme d'édition appelée "Progressive Publishing", qui comporte deux parties principales. La première est l'édition en direct (qu'ils appellent "Power Up"), qui se concentre sur l'édition de jeux déjà actifs. Cela comprend le financement et la gestion de l'acquisition d'utilisateurs et d'autres services de publication (création de ressources, ASO [optimisation de la boutique d'applications], monétisation des publicités, gestion de la production et opérations en direct). Ensuite, il y a le développement (ou "Team Up"). Il s'agit du financement de la production d'un jeu et d'autres services connexes (conception du jeu, marketing/RP, licences de propriété intellectuelle et gestion de la communauté). Tilting Point a également été connu pour acquérir des développeurs ou des jeux indépendants.

## Histoire
Tilting Point a été fondée en 2012 par Dan Sherman et Kevin Segalla sous le nom de Tilting Point Media.
De 2012 à 2015, Tilting Point s'est concentré sur les jeux payants.
En 2015, la société a embauché Samir Agili en tant que chef de produit et Jean-Sébastien Laverge en tant que vice-président de la croissance afin de faire passer la société d'un éditeur de jeux pay-to-play à un éditeur de jeux free-to-play.
Après l'arrivée de Samir Agili, l'entreprise a accéléré son expertise en matière d'acquisition d'utilisateurs et a lancé son tout premier fonds d'acquisition d'utilisateurs en novembre 2016. Le fonds (initialement de 12 millions de dollars), appelé Game Alliance, était destiné à être utilisé par des développeurs de jeux indépendants pour mettre à l'échelle des campagnes d'acquisition d'utilisateurs, ce qui a lancé un effort continu de l'entreprise pour aider les développeurs avec les coûts d'acquisition d'utilisateurs. En 2018, Tilting Point a étendu son fonds d'acquisition d'utilisateurs à 132 millions de dollars.
2016 a également marqué le lancement de "D.O.R.A." ou "Dynamically Optimized Revenue Optimization" DORA est une intelligence artificielle (IA) développée en interne qui fait des prédictions sur la valeur à vie des clients (LTV). Le système utilise les données des indicateurs clés de performance (ICP) pour faire des recommandations sur le montant des dépenses des campagnes d'acquisition des utilisateurs.
L'un des deux fondateurs originaux, Dan Sherman, a quitté l'entreprise en janvier 2018 et Samir Agili l'a remplacé en tant que président, directeur de l'exploitation et membre du conseil d'administration.
Tilting Point a également développé "C.A.T." ou "Creative Automation Technology" 100% en interne en 2018. Ce système génère automatiquement des publicités statiques et vidéo à partir des contenus qui lui sont fournis. Cela permet aux responsables de l'acquisition et du marketing des utilisateurs de mener davantage de campagnes sur diverses plateformes.
En septembre 2019, Tilting Point a acquis Gondola, un service qui tire parti de l'apprentissage automatique pour aider les développeurs de jeux mobiles à optimiser les économies en jeu et les publicités vidéo récompensées. La société a depuis été repliée dans l'ensemble de Tilting Point.
En mars 2020, Tilting Point a racheté Star Trek Timelines à Disruptor Beam. Dans le même temps, ils ont créé Wicked Realm Games avec 19 anciens membres du personnel de Disruptor Beam (dont l'ancien directeur technique David Cham comme nouveau chef de studio).
Juillet 2020 marque l'achat de FTX Games et Plamee, y compris trois de leurs jeux : Narcos: Cartel Wars, The Walking Dead: Casino Slots, et Criminal Minds: The Mobile Game.
En mars 2022, Tilting Point rachète Budge Studios, entreprise montréalaise spécialisée dans le jeu vidéo pour enfant.

## Financement
En 2018, Tilting Point a conclu un accord avec la société de prêt direct Metropolitan Partners Group pour un investissement annuel de 132 millions de dollars, qui a été utilisé pour élargir le fonds d'acquisition d'utilisateurs de Tilting Point. 